# Miguelturra (ort)
Miguelturra är en ort i Spanien.   Den ligger i provinsen Provincia de Ciudad Real och regionen Kastilien-La Mancha, i den centrala delen av landet, 160 km söder om huvudstaden Madrid. Miguelturra ligger 631 meter över havet och antalet invånare är 13 986.
Terrängen runt Miguelturra är platt. Runt Miguelturra är det ganska tätbefolkat, med 70 invånare per kvadratkilometer. Närmaste större samhälle är Ciudad Real, 4,1 km nordväst om Miguelturra. Trakten runt Miguelturra består till största delen av jordbruksmark.